# Esko Kausti
Esko Kausti (Hämeenlinna, 3 settembre 1916 – Sammatus, 24 giugno 1944) è stato un militare finlandese, insignito della onorificenza di Cavaliere della Croce di Mannerheim di seconda classe nel corso della guerra di continuazione.

## Biografia
Nacque a Hämeenlinna il 3 settembre 1916, figlio di Jalmari e Hilja Sofia Storm. Dopo aver frequentato il Liceo della sua città natale, da cui uscì nel 1933, fu arruolato nel Suomen maavoimat nel 1934-1935. Nel 1938 effettuò studi in Germania sull'industria delle concerie, specializzandosi in questo campo in Gran Bretagna nel 1939. Rientrato in Finlandia, partecipò alla guerra d'Inverno contro l'Unione Sovietica come responsabile di un impianto per la produzione di esplosivi e munizioni. Dopo la fine della guerra nel 1940 frequentò un corso per ufficiali della riserva, ricevendo la nomina a tenente il 24 settembre di quell'anno. Dopo l'inizio della guerra di continuazione fu comandante di un reparto di artiglieria controcarro JR 44 nel 1941 e della 24ª Compagnia di artiglieria della 5ª Divisione (24.TykK/5.D) tra il 1941e il 1944. Si distinse in combattimento a Korpiselkä, Kokkari, Kollaa, Tulemajärvi, Suurmäki, Vitele, Säntämä, Tuulos, Aunus, centrale elettrica di Syväri, Sammatus, e fu ferito il 30 luglio 1941 a Säntämä. Promosso tenente in servizio permanente effettivo il 30 dicembre 1942,  cadde in combattimento a Sammatus il 24 giugno 1944, e la salma fu poi tumulata nel cimitero di Ahvenisto a Hämeenlinna. Il 1 luglio 1944 ricevette postuma la Croce di Mannerheim di seconda classe (n.136).

### Fonti
1. 1 2 3 4 5 6 7 8  Mannerheim Ristinritarit.
2. ↑  Hurmerinta 2008, p. 103.